# Megachile diodontura
Megachile diodontura là một loài Hymenoptera trong họ Megachilidae. Loài này được Cockerell mô tả khoa học năm 1922.